# 대구광역시청 소관 공직유관단체 목록
대구광역시청 소관 공직유관단체 목록은 대구광역시청의 공직유관단체에 대해 기술한다.

## 목록

### 체육회
- 대구광역시체육회
- 대구광역시장애인체육회

### 의료원
- 대구의료원

### 공사·출자기업
- 대구교통공사
- 대구도시개발공사
- 엑스코

### 재단법인
- 경북농민사관학교
- 대구테크노파크
- 대구신용보증재단
- 대구청소년지원재단
- 대구기계부품연구원
- 대구정책연구원
- 대구경북디자인진흥원
- 대구디지털산업진흥원
- 대구문화재단
- 대구오페라하우스
- 대구광역시동구문화재단
- 수성문화재단
- 달서문화재단
- 달성문화재단
- 대구북구청소년회관

### 시설관리공단
- 대구시설공단
- 대구환경공단
- 달성군시설관리공단

### 연수원
- 대구광역시교통연수원